# Полициклические ароматические углеводороды
Полиароматические углеводороды (ПАУ) — органические соединения, для которых характерно наличие в химической структуре двух и более конденсированных бензольных колец. В природе ПАУ образуются в процессе пиролиза целлюлозы и встречаются в пластах каменного, бурого угля и антрацита, а также как продукт неполного сгорания при лесных пожарах. Основными источниками эмиссии техногенных ПАУ в окружающую природную среду являются предприятия энергетического комплекса, автомобильный транспорт, химическая и нефтеперерабатывающая промышленность. В основе практически всех техногенных источников ПАУ лежат термические процессы, связанные со сжиганием и переработкой органического сырья: нефтепродуктов, угля, древесины, мусора, пищи, табака и др.

## Основные представители
| Химическое вещество |  | Химическое вещество |  |
| ------------------- |  | ------------------- |  |
| Нафталин            |  | Фенантрен           |  |
| Антрацен            |  | Хризен              |  |
| Тетрацен            |  | Пирен               |  |
| Пентацен            |  | Коронен             |  |
| Трифенилен          |  | Овален              |  |
| Бензантрацен        |  | Бензпирен           |  |
| Кекулен             |  | Коранулен           |  |

## Влияние на живые организмы
Тип воздействия ПАУ на живые организмы ключевым образом зависит от структуры самого углеводорода и может изменяться в очень широких пределах. Многие полициклические ароматические углеводороды являются сильными химическими канцерогенами. Такие соединения, как бенз[a]антрацен, бензпирен и овален, обладают ярко выраженными канцерогенными, мутагенными и тератогенными свойствами.
По оценкам 2002 года жители некоторых развитых стран получают с пищей, в среднем, около 1—5 мкг ПАУ ежедневно. При частом употреблении копченых продуктов или пищи, приготовленной на древесном угле (например, барбекю), суточное количество ПАУ может возрастать до 6—9 мкг. Еще около 0,16 мкг ПАУ в день (от 0,02 до 3 мкг) поступает в организм с наружным воздухом, и 0,006 мкг с питьевой водой (0,0002—0,12 мкг).
Образование и поступление ПАУ в окружающую среду связано с микробиологическими и высокотемпературными процессами, протекающими в природе (лесные пожары, вулканическая деятельность), и антропогенными факторами (работа промышленности, сжигание топлива, транспортные выхлопы и т. п.). Следы ПАУ могут быть найдены в большом перечне пищевых продуктов, таких как оливковое масло, фрукты, морепродукты, копченое и вяленое мясо, рыба и кофе. Содержание ПАУ в растениях зависит в основном от их способности сорбироваться листьями при осаждении из воздуха и накапливаться в них. При этом через корни растений проникает меньшая часть ПАУ.
Исследование в 2022 году показало, что в комнате с компьютером уровни содержания в воздухе полициклических ароматических углеводородов (ПАУ) были в 2—2,5 раз выше, чем на открытом воздухе или в помещении без компьютера. Преобладающими были такие токсичные вещества как нафталин и фенантрен.

### Механизм действия
Большая часть ПАУ обезвреживается в печени с помощью микросомальной системы окисления, катализируемой целой группой ферментов — цитохромами P450. Продуктами гидроксилирования являются эпоксиды — чрезвычайно реакционноспособные вещества, обладающие сильными канцерогенными, окислительными и токсичными свойствами. Эпоксиды — электрофилы, легко алкилируют нуклеофильные группы азотистых оснований ДНК, с образованием аддуктов, особенно это свойство ярко выражено у гуанина (из-за наличия в молекуле большего числа нуклеофильных групп). Образовавшиеся ДНК-аддукты очень прочны. Как следствие алкилирования ДНК, возникают проблемы в протекании процессов репликации и транскрипции, что приводит к мутациям. Накопление таких мутации приводит к ряду негативных проявлений: подавление антионкогенов (например, p53) и, как следствие, полное подавление запрограммированной клеточной смерти (апоптоза), увеличение экспрессии трансформированных белков и начало малигнизации (озлокачествления).

### Регулирование
Регламентом ЕС 1881/2006 максимальный допустимый уровень бензо(а)пирена в пищевых продуктах установлен в 5 мкг ПАУ на кг сырой массы копченого мяса, рыбы и морепродуктов.
ВОЗ рекомендует поступление бензапирена с пищей на уровне не более 0,36 мкг в день, при среднем уровне в 0,05 мкг в день.